# Georg Wycisk
Georg Wycisk ist ein ehemaliger deutscher Basketballspieler.

## Leben
Wycisk wurde 1970 und 1972 mit der SG KPV 69 Halle Basketballmeister der Deutschen Demokratischen Republik. In die Herrennationalmannschaft der DDR erhielt er 26 Einberufungen. Im Altherrenalter spielte er für den USV Halle, mit der Spielgemeinschaft Halle-Heidelberg wurde er 2016 deutscher Meister in der Wettkampfklasse Ü65. Zudem nahm er als Mitglied der deutschen Ü65-Auswahl unter anderem an der Weltmeisterschaft 2017 teil.